# Montescudo
Montescudo là một đô thị của tỉnh Rimini ở vùng Emilia-Romagna, có vị trí khoảng 120 km về phía đông nam của Bologna và khoảng 15 km về phía nam của Rimini, on the border with Slovenia. Tại thời điểm ngày 31 tháng 12 năm 2004, đô thị này có 2.437 người và diện tích là 19,9 km².
Đô thị Montescudo có các frazioni (các đơn vị cấp dưới, chủ yếu là các làng) Albereto, Santa Maria del Piano, và Trarivi.

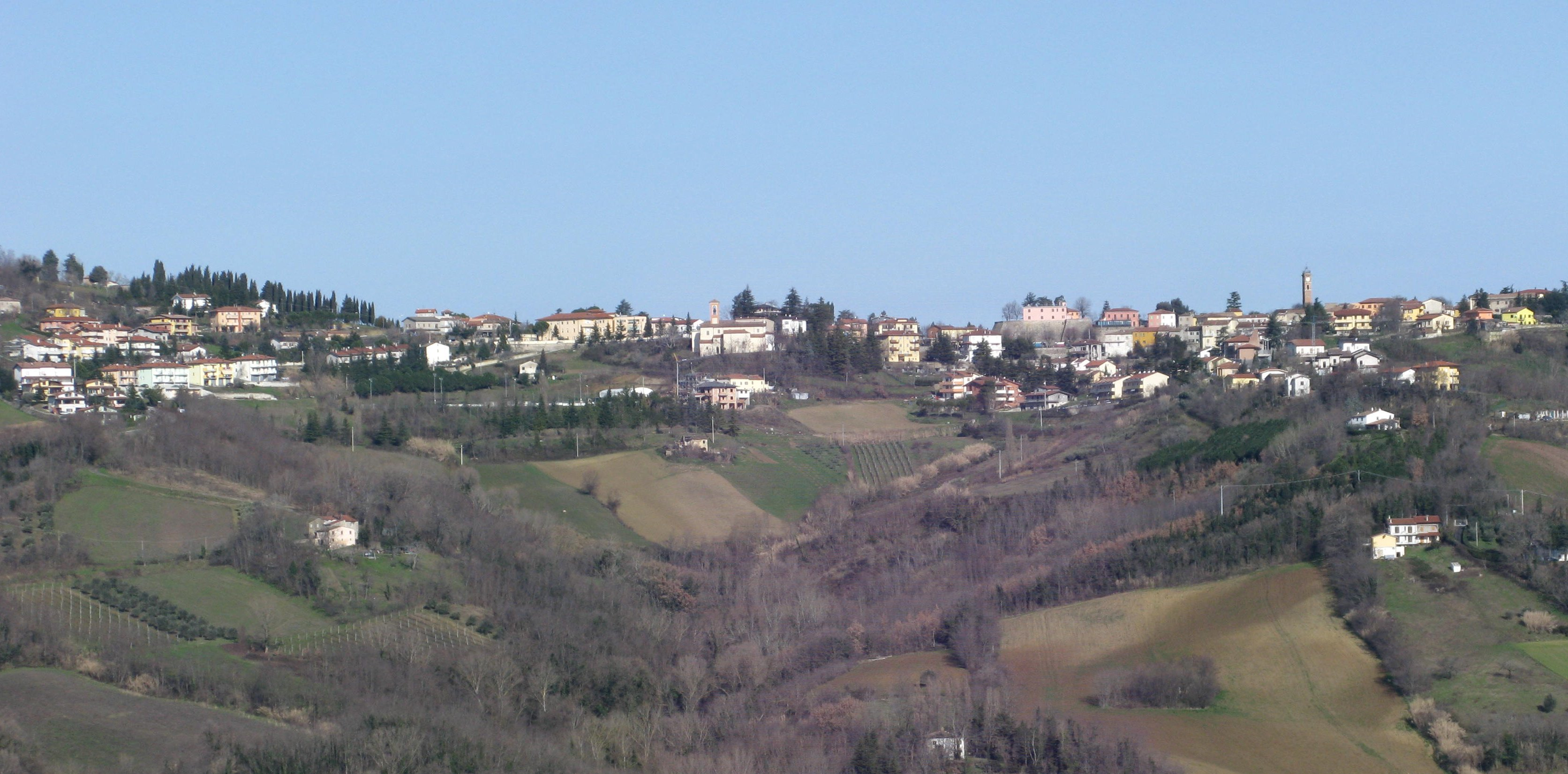
Montescudo

Montescudo giáp các đô thị: Coriano, Faetano (San Marino), Gemmano, Monte Colombo, Sassofeltrio.